# Långtjärnen (Fors socken, Jämtland, 698684-155165)
Långtjärnen är en sjö i Ragunda kommun i Jämtland och ingår i Ångermanälvens huvudavrinningsområde.